# Damernas höga hopp i simhopp vid olympiska sommarspelen 1988
Damernas höga hopp i de olympiska simhoppstävlingarna vid de olympiska sommarspelen 1988 hölls den 17-18 september i Seoul.

## Medaljörer
| Event              | Guld           | Silver               | Brons                   |
| 10 meter höga hopp | Xu Yanmei Kina | Michele Mitchell USA | Wendy Lian Williams USA |

## Resultat
| Placering | Hoppare                    | Kval   | Kval      | Final            |
| Placering | Hoppare                    | Poäng  | Placering | Poäng            |
| --------- | -------------------------- | ------ | --------- | ---------------- |
| 1         | Xu Yanmei (CHN)            | 426,27 | 3         | 445,20           |
| 2         | Michele Mitchell (USA)     | 426,45 | 2         | 436,95           |
| 3         | Wendy Lian Williams (USA)  | 402,54 | 4         | 400,44           |
| 4         | Angela Stassjulevitj (URS) | 401,04 | 5         | 386,22           |
| 5         | Chen Xiaodan (CHN)         | 456,45 | 1         | 384,15           |
| 6         | Jelena Mirosjina (URS)     | 399,27 | 6         | 381,93           |
| 7         | Kamilia Gamme (NOR)        | 356,73 | 11        | 366,45           |
| 8         | Silke Abicht (GDR)         | 393,99 | 7         | 350,61           |
| 9         | María Alcalá (MEX)         | 359,64 | 10        | 349,41           |
| 10        | Debbie Fuller (CAN)        | 366,42 | 9         | 340,89           |
| 11        | Ildikó Kelemen (HUN)       | 355,17 | 12        | 322,59           |
| 12        | Verónica Ribot (ARG)       | 377,70 | 8         | 297,18           |
| 13        | Wendy Fuller (CAN)         | 347,73 | 13        | Gick inte vidare |
| 14        | Julie Kent (AUS)           | 339,96 | 14        | Gick inte vidare |
| 15        | Monika Küehn (FRG)         | 335,88 | 15        | Gick inte vidare |
| 16        | Yuki Motobuchi (JPN)       | 333,45 | 16        | Gick inte vidare |
| 17        | Masako Asada (JPN)         | 327,93 | 17        | Gick inte vidare |
| 18        | Carolyn Roscoe (GBR)       | 322,35 | 18        | Gick inte vidare |
| 19        | Doris Pecher (FRG)         | 310,53 | 19        | Gick inte vidare |
| 20        | Kim Eun-hee (KOR)          | 284,25 | 20        | Gick inte vidare |